# Jody Reynolds
Jody Reynolds (3 de diciembre de 1932, Denver, Colorado - 7 de noviembre de 2008, Palm Desert, California) cuyo nombre real era Ralph Joseph Reynolds, fue un cantautor y guitarrista estadounidense. Alcanzó el éxito con su canción "Endless Sleep", con la que llegó al quinto puesto en la lista Billboard Hot 100 el 7 de julio de 1958.

## Biografía
Reynolds creció en Shady Grove, Oklahoma. En Arizona, a donde se mudó de adolescente, formó un grupo llamado The Storms. Reynolds declaró que compuso "Endless Sleep" en 1956 tras escuchar cinco veces seguidas "Heartbreak Hotel", de Elvis Presley. Tras el rechazo de varias discográficas que consideraban la canción demasiado oscura, recibió una respuesta positiva de Demon Records, de Los Ángeles, que aceptaba publicar la canción si se cambiaba el final por uno "más feliz". El sencillo vendió más de un millón de copias. Su siguiente publicación, "Fire of Love" alcanzó el puesto 66 de las listas, y nunca volvió a conseguir introducir una canción entre las más vendidas. La cantante Bobbie Gentry formaba parte de la banda de Reynolds cuando compuso "Ode to Billie Joe". Finalmente se estableció en Palm Springs, al sur de California, donde regía una tienda de música. Se consideraba amigo de Elvis, a quien le vendió varias guitarras. Fichó por Boxcar Publishing Co., empresa de Tom Parker, el mánager de Elvis, con el objeto de componerle canciones, pero murió antes de poder cantar ninguna de ellas. También trabajó como agente inmobiliario en La Quinta. En 1999 se le incluyó en el Rockabilly Hall of Fame. En diciembre del mismo año se le homenajeó en su ciudad de residencia al otorgarle una estrella en el paseo de la fama de Palm Springs, justo al lado de Ricky Nelson y Elvis Presley. Murió el 7 de noviembre de 2008 a los 75 años, como consecuencia de un cáncer de hígado. Éstaba casado y tenía tres hijos.

## Discografía

### Sencillos
- "Endless Sleep" / "Tight Capris" (Demon Records, 31 de marzo de 1958).[4]
- "Fire of Love" / "Daisy Mae" (Demon Records, 4 de agosto de 1958).[4]
- "Closin' In" / "Elope With Me" (Demon Records, 17 de noviembre de 1958).[4]
- "Thunder" / "Tarantula" (Sundown Records, 26 de enero de 1959).[4]
- "Golden Idol" / "Beaulah Lee" (Demon Records, 23 de marzo de 1959).[4]
- "The Storm" / "Please Remember" (Demon Records, 17 de agosto de 1959).[4]
- "The Whipping Post" / "I Wanna Be With You Tonight" (Demon Records, abril de 1960).[4]
- "Stone Cold" / "(The Girl With The) Raven Hair" (Demon Records, 20 de junio de 1960).[4]
- "Thunder" / "Tarantula" (Indigo Records, agosto de 1961).[4]
- "Dusty Skies" / "Brandy" (Emmy Records, 1962).
- "The Girl From King Marie" / "Raggedy Ann" (Brent Records, 11 de mayo de 1963).[4]
- "A Tear For Jesse" / "Devil Girl" (Titan Records, 1963).[4]
- "Stranger In The Mirror" / "Requiem For Love", con Bobbie Gentry (Titan Records, 1963).[4]
- "Don't Jump" / "Stormy February" (Smash Records, 2 de marzo de 1963).[4]
- "Endless Sleep" (Gusto Records, 1976).
- "Endless Sleep" / "My Baby's Eyes" (Pulsar Records).

### Álbumes
- Endless Sleep (Tru Gems Records, 1978).
- Endless Sleep (Gee Dee Music, 1994, Alemania).
- Endless Sleep (Gee Dee Music, 1998, Alemania).[5]

## Versiones
"Endless Sleep" ha sido versionada por numerosos artistas. La versión de Marty Wilde fue un éxito en el Reino Unido. Otros cantantes que han cantado dicha canción son The Judds, John Fogerty, Billy Idol, Leo Kottke y Hank Williams Jr.